# خانواده سرخ (فیلم)
خانواده سرخ (کره‌ای: 붉은 가족) فیلمی به کارگردانی لی جو هیونگ و نویسندگی کیم کی-دوک محصول سال ۲۰۱۳ کره جنوبی است. 